# كايسونغ
كايسونغ (بالكورية: 개성특급시)‏ هي مدينة كورية شمالية خاصة تقع في الجزء الجنوبي من البلاد (سابقًا في مقاطعة هوانغهاي الشمالية)  تتبع لمقاطعة شمال هوانغي، والتي تقع بالقرب من الحدود الدولية المتنازعة بين كوريا الشمالية وكوريا الجنوبية. تضم المدينة منطقة كايسونغ الصناعية التي تعمل بها شركات من كوريا الجنوبية، وتضم أيضًا مكتبًا للاتصال بين الكوريتين افتُتح في 2018. كانت تاريخيًا عاصمة مملكة جوسون حتى نقل الملك تايجو عاصمته من كايسونغ إلى هانيانغ والتي تعرف اليوم باسم سيئول في عام 1394 م. وتحتوي على بقايا قصر مان ولتيه. ازدهرت المدينة، التي كانت تسمى سونغدو عندما كانت العاصمة مملكة كوريو القديمة، كمركز تجاري أنتج الجينسنغ الكوري.  تعمل كايسونج الآن كمركز للصناعات الخفيفة في كوريا الديمقراطية.
وفي أثناء الاحتلال الياباني من عام 1910 إلى عام 1945 ، عُرفت  باسم "كايجو" حسب النطق الياباني .  بين عامي 1945 و 1950 ، كانت كايسونج جزءًا من كوريا الجنوبية وتحت سيطرتها.  تركت اتفاقية الهدنة الكورية لعام 1953 المدينة تحت سيطرة كوريا الشمالية.  نظرًا لقرب المدينة من الحدود مع كوريا الجنوبية ، استضافت كايسونج تبادلات اقتصادية عبر الحدود بين البلدين بالإضافة إلى منطقة كايسونج الصناعية المشتركة. اعتبارًا من عام 2009 ، بلغ عدد سكان المدينة 192،578 نسمة.

## المناخ
يظهر الجدول التالي التغييرات المناخية على مدار السنة لكايسونغ:
| البيانات المناخية لـكايسونغ       | البيانات المناخية لـكايسونغ | البيانات المناخية لـكايسونغ | البيانات المناخية لـكايسونغ | البيانات المناخية لـكايسونغ | البيانات المناخية لـكايسونغ | البيانات المناخية لـكايسونغ | البيانات المناخية لـكايسونغ | البيانات المناخية لـكايسونغ | البيانات المناخية لـكايسونغ | البيانات المناخية لـكايسونغ | البيانات المناخية لـكايسونغ | البيانات المناخية لـكايسونغ | البيانات المناخية لـكايسونغ |
| الشهر                             | يناير                       | فبراير                      | مارس                        | أبريل                       | مايو                        | يونيو                       | يوليو                       | أغسطس                       | سبتمبر                      | أكتوبر                      | نوفمبر                      | ديسمبر                      | المعدل السنوي               |
| --------------------------------- | --------------------------- | --------------------------- | --------------------------- | --------------------------- | --------------------------- | --------------------------- | --------------------------- | --------------------------- | --------------------------- | --------------------------- | --------------------------- | --------------------------- | --------------------------- |
| متوسط درجة الحرارة الكبرى °م (°ف) | −1.0 (30.2)                 | 3.9 (39.0)                  | 9.2 (48.6)                  | 16.4 (61.5)                 | 22.4 (72.3)                 | 25.8 (78.4)                 | 28.4 (83.1)                 | 29.1 (84.4)                 | 24.8 (76.6)                 | 19.5 (67.1)                 | 11.6 (52.9)                 | 3.8 (38.8)                  | 16.2 (61.2)                 |
| المتوسط اليومي °م (°ف)            | −5.6 (21.9)                 | −1.1 (30.0)                 | 4.1 (39.4)                  | 10.7 (51.3)                 | 16.8 (62.2)                 | 21.0 (69.8)                 | 24.9 (76.8)                 | 25.3 (77.5)                 | 20.1 (68.2)                 | 13.5 (56.3)                 | 6.5 (43.7)                  | −0.4 (31.3)                 | 11.3 (52.3)                 |
| متوسط درجة الحرارة الصغرى °م (°ف) | −10.2 (13.6)                | −6.1 (21.0)                 | −0.9 (30.4)                 | 5.1 (41.2)                  | 11.2 (52.2)                 | 16.2 (61.2)                 | 21.5 (70.7)                 | 21.5 (70.7)                 | 15.4 (59.7)                 | 7.6 (45.7)                  | 1.5 (34.7)                  | −4.5 (23.9)                 | 6.5 (43.7)                  |
| الهطول مم (إنش)                   | 14 (0.6)                    | 16 (0.6)                    | 48 (1.9)                    | 83 (3.3)                    | 79 (3.1)                    | 103 (4.1)                   | 420 (16.5)                  | 279 (11.0)                  | 142 (5.6)                   | 46 (1.8)                    | 46 (1.8)                    | 29 (1.1)                    | 1٬305 (51.4)                |
| المصدر: Climate-Data.org          |                             |                             |                             |                             |                             |                             |                             |                             |                             |                             |                             |                             |                             |

## توأمة
لكايسونغ اتفاقيات توأمة مع كل من:
- ريازان في روسيا
- بالتسي في جمهورية مولدوفا

## أعلام
- ري جن إل
- ك. دبليو. لي
- تايجو ملك غوريو
- كيم هيون هوي
- غوانغجونغ ملك غوريو

## وصلات خارجية
- German website about the City of Kaesong
- بي بي سي نيوز North Korea opens hidden city to tourists